# Île de Brescou
Île de Brescou, auch als Île de Fort Brescou bekannt, ist eine kleine Insel im Mittelmeer vor der Küste der südfranzösischen Gemeinde Agde im Département Hérault.
Die Insel liegt etwa 1500 Meter vor Cap d’Agde. Es ist die einzige Insel in der Region Languedoc-Roussillon.
Das Eiland bedeckt lediglich Fläche von 0,5 Hektar und wird von schroffen Felsen umringt.
Île de Brescou wird von einer dort um 1600 errichteten historischen Verteidigungsanlage, dem Fort de Brescou, beherrscht, das heute nur noch von Touristen besucht wird.
An der Südküste der Insel befindet sich ein unbemannter Leuchtturm.